# フォグ・ランプ (渡辺真知子のアルバム)
『フォグ・ランプ』は、1978年（昭和53年）11月1日にリリースされた渡辺真知子の2枚目のスタジオ・アルバム。発売元はCBS・ソニー。3枚目のシングル『ブルー』を含む全11曲を収録する。
CD盤は、1991年5月15日にCD選書として『海につれていって』と同時発売。2013年4月10日にBlu-spec CD2として『海につれていって』と同時に再発売された。

## 収録曲
1. Overture（インストゥルメンタル）
  - 作曲：渡辺真知子／編曲：船山基紀
2. 今夜は踊って
  - 作詞・作曲：渡辺真知子／編曲：船山基紀
3. ブルー
  - 3枚目のシングル。
  - 作詞・作曲：渡辺真知子／編曲：船山基紀
4. 赤い服
  - 作詞・作曲：渡辺真知子／編曲：船山基紀
5. 今はどのあたり
  - 作詞・作曲：渡辺真知子／編曲：船山基紀
6. フォグ・ランプ
  - 作詞・作曲：渡辺真知子／編曲：船山基紀
7. 予告篇
  - 作詞：伊藤アキラ／作曲：渡辺真知子／編曲：船山基紀
8. 光るメロディー
  - 作詞・作曲：渡辺真知子／編曲：船山基紀
  - シングル『ブルー』カップリング曲。
9. 少しはまだ悲しいけれど
  - 作詞・作曲：渡辺真知子／編曲：船山基紀
10. 黒い天使
  - 作詞・作曲：渡辺真知子／編曲：船山基紀
11. ミッド・ナイト
  - 作詞：伊藤アキラ／作曲：渡辺真知子／編曲：船山基紀

## バージョン
- LP - 1978年11月1日発売[1][2]。規格品番：25AH643[1]
- CD
  - CD選書 - 1991年5月15日発売[3]。規格品番：SRCL1819[1]
  - Blu-Spec CD2 - 2013年4月10日発売[2]。規格品番：MHCL30070[1]